# Yves Guillemot (entrepreneur)
Pour les articles homonymes, voir Yves Guillemot et Guillemot.
Yves Marie Rémy Guillemot, né le 21 juillet 1960 à Carentoir (Morbihan), est un homme d'affaires et milliardaire français. Il est le cofondateur d'Ubisoft avec ses frères Claude, Michel, Gérard et Christian en mars 1986. Il en est l'actuel PDG et président du conseil d'administration. Par la suite, il fonde également la société Gameloft en 1999, avec son frère Michel, qui en fut le PDG jusqu'en juin 2016.

## Biographie

### Formation
Né le 21 juillet 1960 à Carentoir (Morbihan), Yves Guillemot est scolarisé au lycée public de Redon en Ille-et-Vilaine.
Yves Guillemot est diplômé d'un baccalauréat scientifique et d'études de commerce à l'institut de la PME (IPME).

### Carrière dans le jeu vidéo
La fratrie bretonne commence par fonder Guillemot Informatique dans leur ville d'origine, Carentoir, dans le Morbihan. Lorsque les Commodore arrivent sur le marché, ils se lancent dans le commerce de jeux importés et atteignent très vite une taille importante.
Les frères Guillemot fondent ensuite Guillemot Corporation, Ubisoft, Ludiwap ; puis Gameloft, Guillemot Ventures et, plus récemment, Longtail Studios et Advanced Mobile Applications. La direction des cinq sociétés est répartie entre les frères Guillemot, qui possèdent chacun un cinquième des parts. Ainsi, Claude est le PDG de Guillemot Corporation, Michel de Gameloft, Yves d'Ubisoft, Christian de AMA, et Gérard de Longtail Studios.
En 2009 il est désigné entrepreneur de l'année (pour l'Ouest de la France) par Ernst & Young.
Ubisoft devient ensuite le numéro un français et l'un des plus importants éditeurs dans le monde. Yves Guillemot laisse ensuite la direction d'Ubisoft France à Alain Corre.
En octobre 2015, Yves Guillemot dénonce l'entrée de Vivendi au capital d'Ubisoft et les agissements de Vincent Bolloré, qu'il qualifie d'« agression », menée avec des « méthodes d’activistes ». Lorsque Vivendi augmente sa participation dans Gameloft et Ubisoft pour en devenir le premier actionnaire, Yves Guillemot réaffirme la volonté d’indépendance de son entreprise, « la clé pour assurer la réactivité et la liberté de ton », et explique « étudier toutes les options possibles, y compris auprès de nouveaux partenaires » pour faire face au raid de Vivendi.

### Ludographie
Beyond Good and Evil (2003) – producteur créé par Michel Ancel.

## Fortune
En 2019, sa fortune est estimée à 1,27 milliard d'euros.

## Carrière en tant que membre de la direction d'autres entreprises
Il est depuis le 3 mai 2018 membre du conseil du surveillance de Lagardère jusqu'en 2022.
Il est membre du conseil d'administration du groupe Rémy Cointreau.

## Vie privée
Yves Guillemot et ses frères sont les fils d'Yvette Guillemot et Marcel Guillemot qui avaient créé à Carentoir l'entreprise Guillemot Detoc, une société de négoces en produits du sol,.
Leur père Marcel Guillemot décède à l'âge de 81 ans.
Yves Guillemot a quatre frères : Claude, Michel, Gérard et Christian et il possède un voilier à La Trinité-sur-Mer.
Yves Guillemot possède une maison à La Trinité-sur-Mer et une autre à Saint-Mandé. Il est marié avec Joëlle et a trois enfants,.

## Distinction

### Décoration
Il est nommé le 14 juillet 2016 chevalier de la Légion d'honneur.

### Récompenses
- 2009 : désigné entrepreneur de l'année (pour l'Ouest de la France) par Ernst & Young[6].
- 2017 : 6e du classement Le top des PDG - Le choix des employeurs de Glassdoor[16]
- 2018 : désigné entrepreneur de l'année (pour l'Ouest de la France) par Ernst & Young[17]
- 2018 : 2e du classement Le top des PDG - Le choix des employeurs de Glassdoor[18]
- 2018 : désigné entrepreneur de l'année pour Ernst Young[19]